# Parasol del Telescopio Espacial James Webb

Ilustración del lado "caliente" desplegado del telescopio espacial James Webb con el parasol que protege la óptica principal de la luz solar

El parasol del Telescopio Espacial James Webb (JWST) es un sistema de control térmico que es desplegado  después de su lanzamiento para proteger al mismo telescopio y a la instrumentación de la luz y el calor del Sol, la Tierra y la Luna . Al mantener una sombra permanente sobre el telescopio y los instrumentos, se les da la oportunidad de enfriarse hasta una temperatura  de 40 Kelvin (−233,2 °C; −387,7 °F)   . El despliegue de su parasol se completó exitosamente el 4 de enero de 2022, es decir, diez días después del lanzamiento, cuando estuvo a 0.8 millones de kilómetros de la Tierra.

Las dimensiones del parasol JWST son de alrededor de unos 21 m × 14 metro (69 pies × 46 ft), similar al tamaño de una cancha de tenis, y su tamaño es tan grande que no puede caber en cualquier cohete existente. Por lo tanto, se plegó para encajar dentro del carenado del cohete de lanzamiento y se desplegó después del lanzamiento, con sus cinco capas de plástico revestido de metal. Cada capa va disminuyendo su tamaño, por ejemplo, la primera capa es la más grande y la última es la más pequeña. Cada capa está hecha de una delgada membrana Kapton (50 micras para la primera capa, 25 micras para las otras) recubierta con aluminio para reflectividad. Las capas exteriores que entran al contacto con el Sol están hechas de silicona dopada que al reflejarse les da un color púrpura, endurece el escudo y ayuda a reflejar el calor.  El espesor del recubrimiento de aluminio es de aproximadamente 100 nanómetros, y el recubrimiento de silicio es aún más delgado, de aproximadamente 50 nanómetros. El segmento de parasol incluye las capas y sus mecanismos de despliegue, que también incluye la aleta embellecedora.

## Descripción general

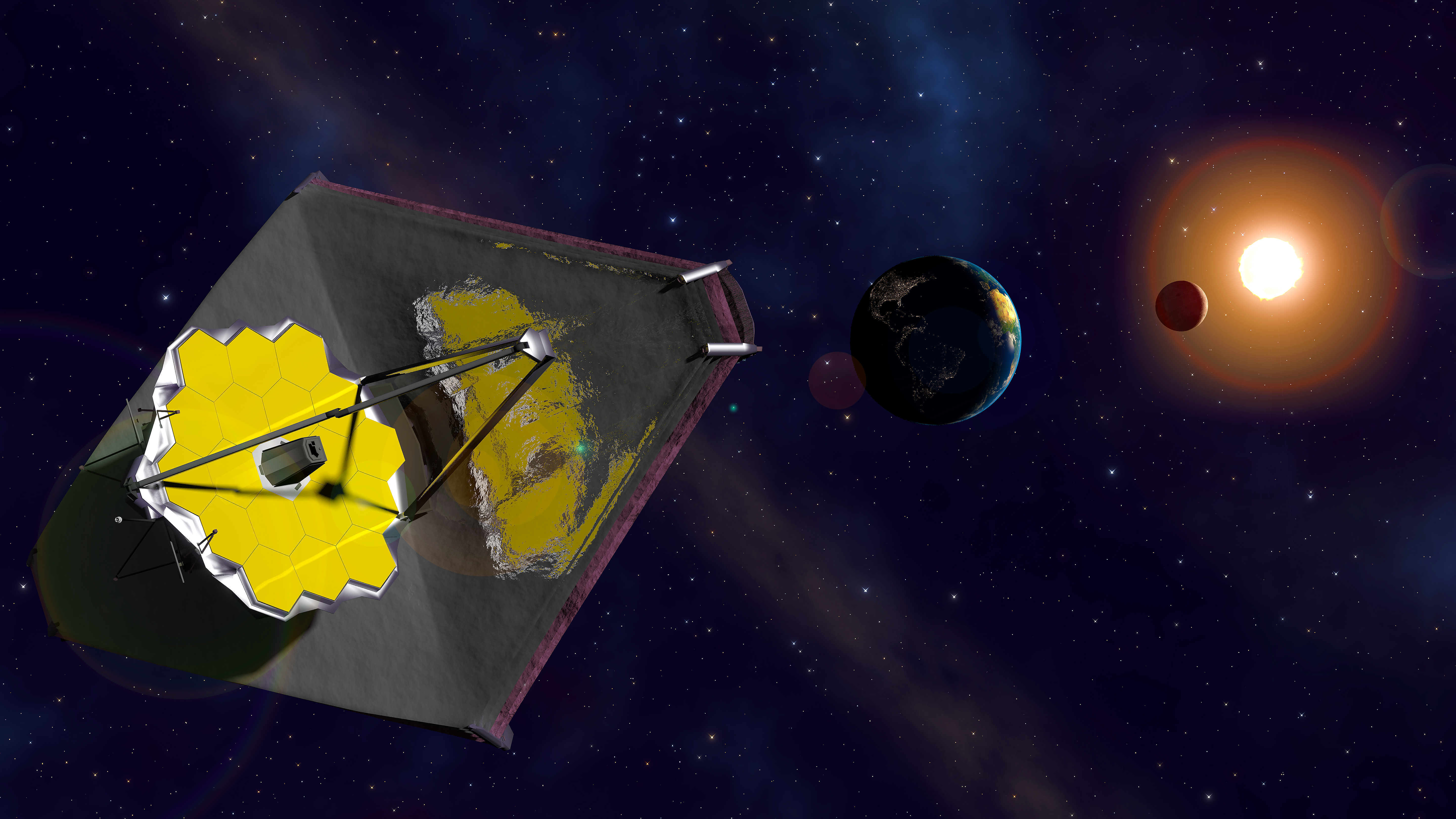
En esta imagen se puede observar una representación estilizada de la orientación del telescopio que muestra cómo el parasol bloquea la luz solar para que no caliente el espejo principal. (no a escala)

Para realizar observaciones en el espectro infrarrojo cercano y medio, el JWST debe mantenerse muy frío (menos de 40 Kelvin (−233,2 °C) ), de lo contrario, la radiación infrarroja del propio telescopio puede ser contraproducente para sus instrumentos. Para que el telescopio se mantenga frío, se utiliza un gran parasol para bloquear la luz y el calor del Sol, la Tierra y la Luna, y se posiciona cerca del punto de Lagrange Sol-Tierra L2  que mantiene los tres cuerpos en el mismo lado de la nave espacial en todo momento. Su órbita de halo alrededor de L 2 evita la sombra de la Tierra y la Luna, manteniendo un entorno constante para el parasol y los paneles solares.

El infrarrojo es radiación de calor. Para poder ver el débil resplandor del calor infrarrojo de estrellas y galaxias distantes, el telescopio debe estar muy frío. Si la luz del sol o el cálido resplandor de la Tierra calentaran el telescopio, la luz infrarroja emitida por el telescopio eclipsaría a sus objetivos y no podría ver nada.
NASA Deputy Senior Project Scientist for the Webb Telescope at Goddard, 2008

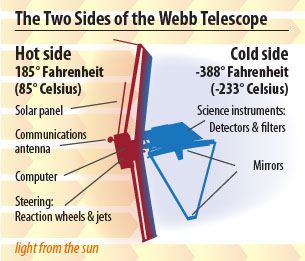
La temperatura entre los lados fríos y calientes del parasol de cinco capas del telescopio espacial James Webb.

El parasol actúa como un gran parasol que permite que el espejo principal, la óptica y los instrumentos se enfríen pasivamente a 40 Kelvin (−233,2 °C; −387,7 °F) o menos, y es una de las tecnologías habilitadoras que permitirá que JWST para operar. El parasol en forma de cometa tiene un tamaño aproximado de 21 por 14 metros (68,9 por 45,9 pies), lo suficientemente grande como para dar sombra al espejo principal y al espejo secundario, dejando solo un instrumento, el MIRI (Mid-Infrared Instrument), en necesidad de refrigeración adicional. El parasol actúa como un radiador con ranura en V y provoca una caída de temperatura de 318 K (604,4 °F) de adelante hacia atrás. En funcionamiento el escudo recibirá unos 200 kilovatios de radiación solar, pero solo pasarán 23 milivatios al otro lado.
El parasol se compone de cinco capas para mitigar la conducción del calor. Dichas capas están hechas de la película de poliimida Kapton E, que es estable de −269 to 400 °C (−450 a 750 °F) . A pesar de eso, las películas delgadas son delicadas ya que existe la probabilidad de desgarros accidentales que sucedieron durante las pruebas en el año 2018 donde observaron algunos de los factores que retrasaron el proyecto JWST, y se sabe que Kapton se degrada después de una exposición prolongada a las condiciones de la Tierra. La capa que se encuentra más expuesta al sol es .05 milímetro (0,002 in) de espesor, y las otras capas son .025 milímetro (0,001 en) de espesor. Todas las capas están recubiertas en ambos lados con 100 nm de aluminio, y los lados que miran hacia el Sol de las también están recubiertas con 50 nm de silicio " dopado " y otros elementos.   Estos materiales ayudan a que la capas sobrevivan en el espacio, irradien el exceso de calor y conduzcan la electricidad, de modo que no se acumule carga estática en las capas.

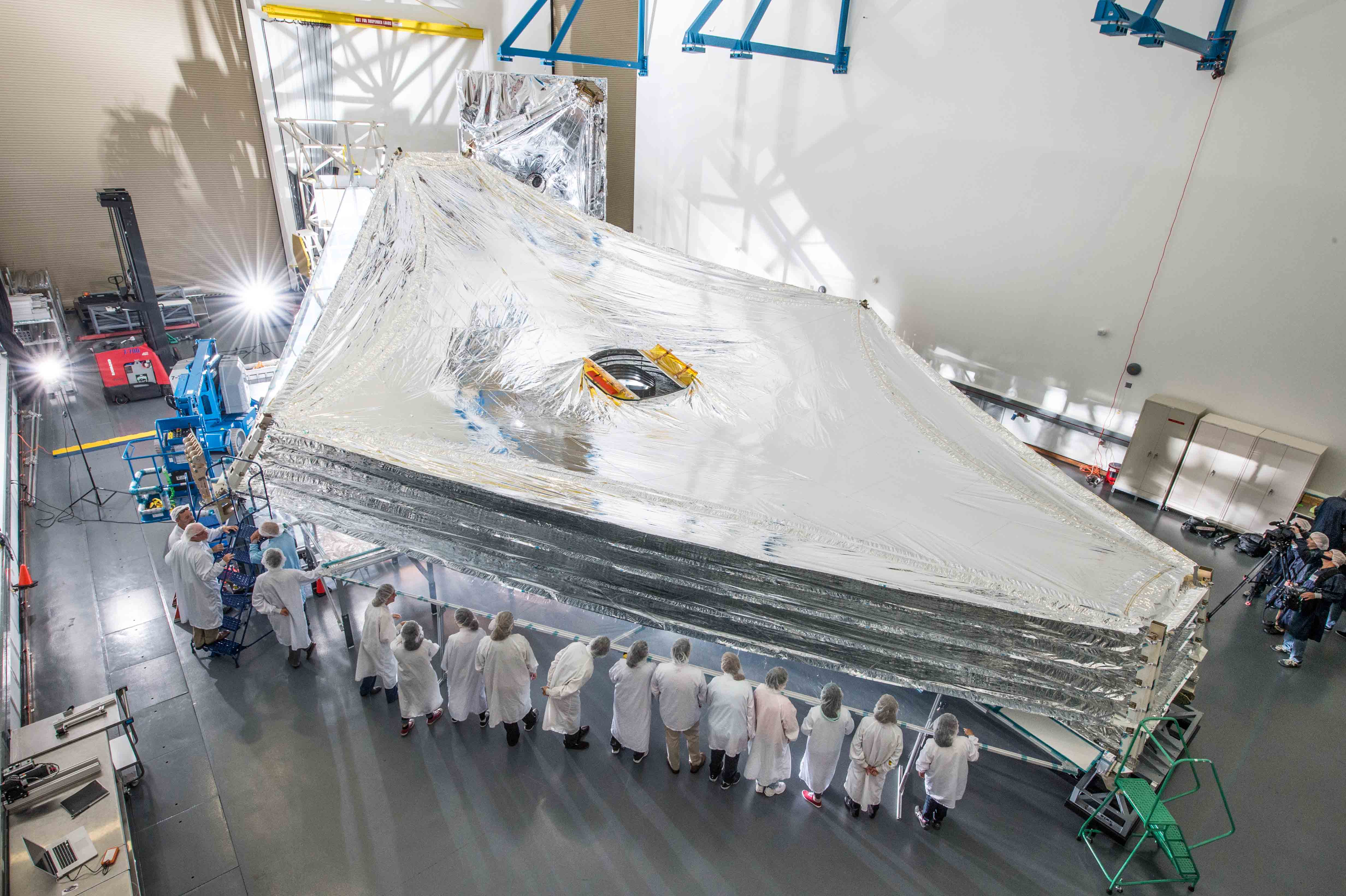
Unidad de prueba del parasol apilado y ampliado en las instalaciones de Northrop Grumman en California, 2014

Aunque todas las capas tienen el mismo objetivo y ciertos particulares, cada una tiene forma y tamaño diferente, aunque a simple vista no parezca. La capa 5 es la más cercana al espejo primario y es la más pequeña. La capa 1 es la más cercana al Sol y es más grande y plana. La primera capa bloquea el 90 % del calor y cada capa sucesiva bloquea más calor, que se refleja por los lados. El parasol permite que la óptica permanezca en la sombra para ángulos de inclinación de +5° a −45° y ángulos de balanceo de +5° a −5°.  Las capas están diseñadas con Thermal Spot Bond (TSB), con un patrón de cuadrícula adherido a cada capa a intervalos. Esto previene que ocurra una rasgadura o un agujero que origine el aumento de tamaño.

## Diseño y fabricación

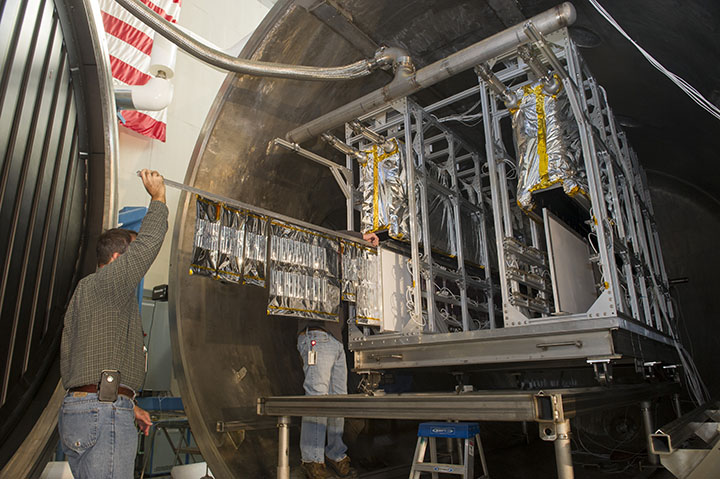
2012, prueba de los cupones de tela contra los rayos del sol

Northrop Grumman es el autor del diseñó el parasol para la NASA. El parasol está diseñado para plegarse doce veces para que quepa en el 4.57 del cohete Ariane 5. de diámetro por 16.19 metros (53,1 pies) cubierta. Cuando se desplegó en el punto L2, se desplegó a 21.197 m × 14.162 metros (69,54 pies × 46.46 pies) . El parasol se ensambló a mano en ManTech (NeXolve) en Huntsville, Alabama, antes de entregarlo a Northrop Grumman en Redondo Beach, California, para realizar pruebas.  Durante el lanzamiento, se envolvió alrededor del elemento del telescopio óptico y luego se desplegó. El desplegamiento del parasol fue planeado para ser abierto aproximadamente una semana después del lanzamiento. Durante el desarrollo, el material de la capa de protección solar se probó con calor, frío, radiación y micro impactos de alta velocidad. 
Los componentes del parasol incluyen:
- Centro
- Articulación de cuatro barras delantera y trasera
- Montaje de estructura de popa
  - Lengüeta de ajuste Momentum (la lengüeta está unida al ensamblaje de la estructura de popa)
  - Barras separadoras de popa (esparcen capas en la parte trasera)
- Montaje de estructura delantera
  - Barras separadoras delanteras
- Brazos intermedios (uno a cada lado)
  - Barras separadoras intermedias (separan las 5 capas)
- Dos conjuntos de bloqueo de lanzamiento de bípode delantero y dos traseros

Para lanzar el bípode, se necesitó de conjuntos de bloqueo donde el segmento del parasol se conecta al OTE cuando se pliega al momento del lanzamiento. Hay seis barras separadoras que se expandieron para separar las capas del parasol, cada una con al menos seis lados.

### Aleta de ajuste/lengüeta de ajuste de impulso

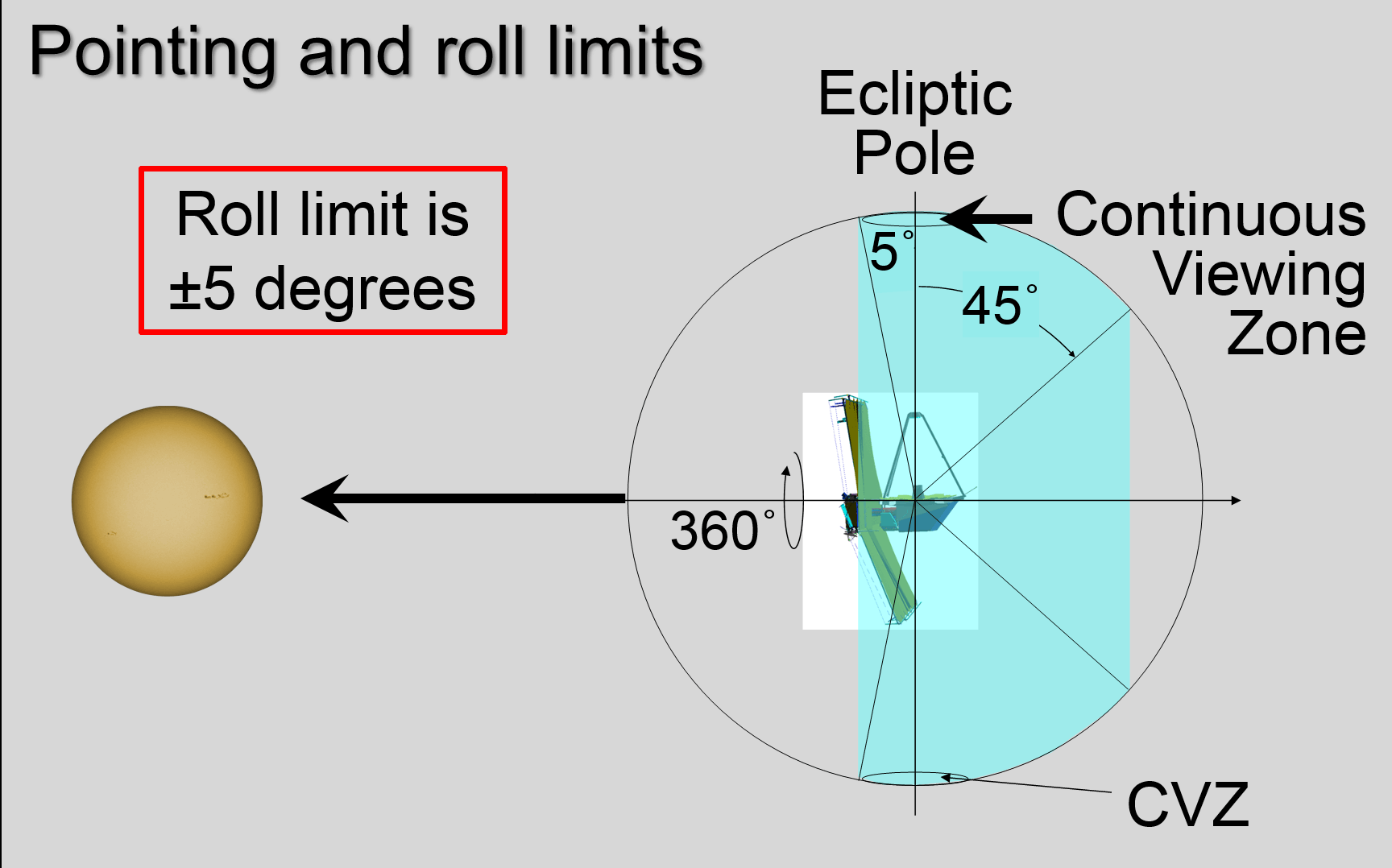
Diagrama de los límites de balanceo y cómo impactan apuntando

El segmento de parasol también incluye una aleta de moldura al final de un brazo de despliegue de parasol. También conocido como ajuste de impulso. Ésta ayuda a equilibrar la presión solar causada por los fotones que golpean el parasol. Si la presión es desigual, la nave espacial tenderá a girar, lo que requerirá que sus ruedas de reacción (ubicadas en el autobús de la nave espacial ) corrijan y mantengan la orientación del JWST en el espacio. Las ruedas de reacción, a su vez, progresivamente se saturarán y requerirán combustible para desaturarse, lo que podría limitar la vida útil de la nave espacial. El compensador, prolonga la vida útil del telescopio al ayudar a mantener la presión equilibrada y, por lo tanto, limitar el consumo de combustible.

### Capas

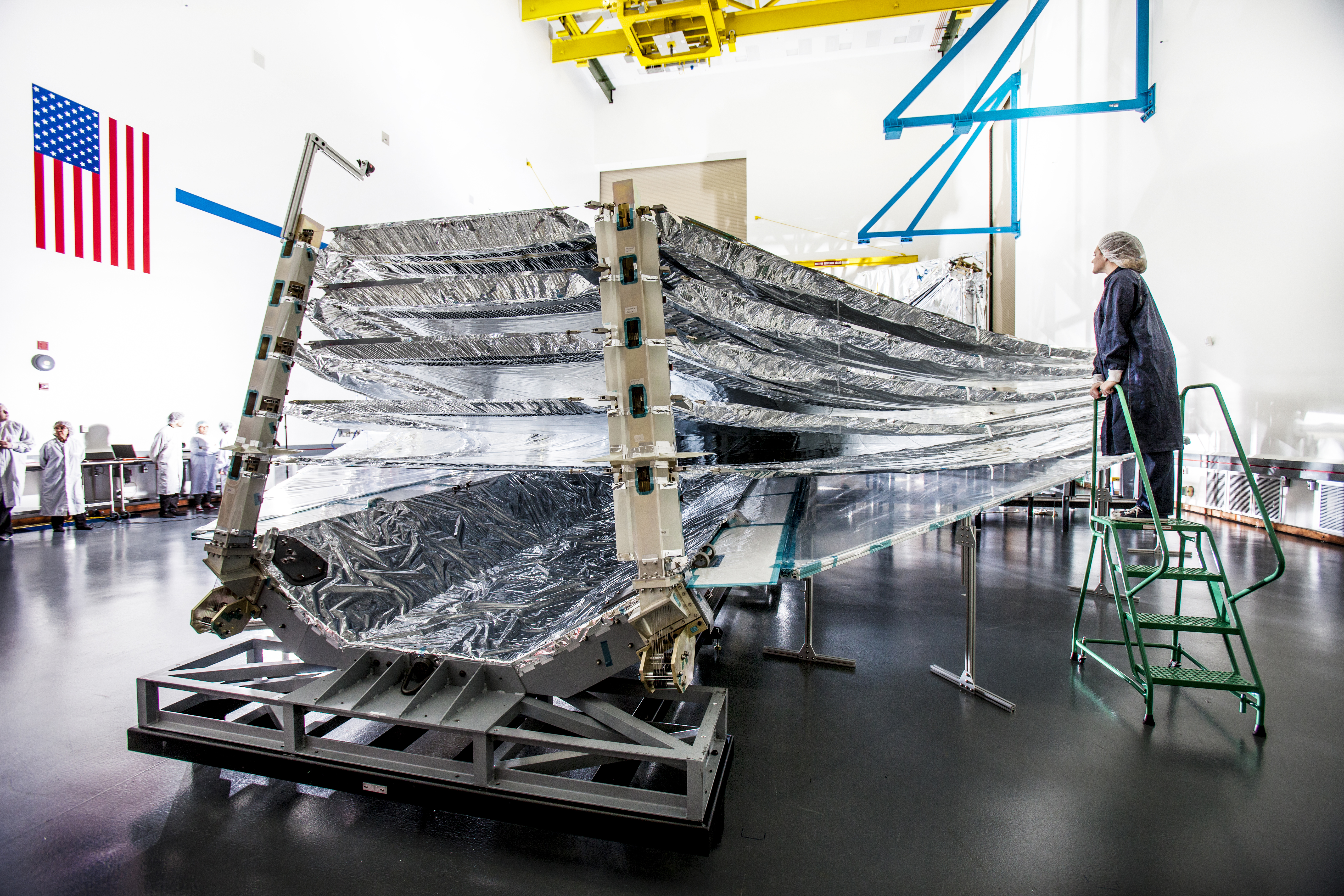
Las cinco capas del protector solar JWST que se probaron en 2013

Las capas están diseñadas para que el Sol, la Tierra y la Luna brillen en la primera capa casi por completo, aunque a veces una pequeña porción de la capa dos, y en el lado contrario, los elementos del telescopio solo ven la capa cinco y, ocasionalmente una pequeña cantidad de la capa cuatro. Existe una separación entre capas, en el vacío del espacio, que evita la transferencia de calor por conducción y ayuda a disipar el calor por radiación. El dopaje con silicio del material provoca el tono púrpura.

## Despliegue
El despliegue del parasol se adhiere a la nave espacial principal haciendo que sus brazos se expandan hacia afuera haciendo que el escudo térmico también se expanda y se separen sus capas. Durante el lanzamiento, el escudo se pliega; luego, cuando está en el espacio, se despliega cuidadosamente. Cuando el parasol está totalmente abierto,  su longitud es de 14,6 metros (47,9 pies) de ancho por 21,1 metros (69,2 pies) de largo. Cuando las capas están completamente abiertas, los bordes se abren en su totalidad, lo que ayuda a reflejar el calor.
La estructura/dispositivos de despliegue de parasoles incluyen:
- plumas telescópicas
  - desplegadores de vástago
- barras separadoras
- unidades de cable

Hay dos implementadores de vástago dentro de los brazos telescópicos. Tienen la función de ser motores eléctricos especiales que, cuando se operan, extienden el brazo telescópico, sacando el parasol plegado. Los brazos telescópicos se denominan MBA, o ensamblajes de medio brazo. Al final de cada MBA hay una barra separadora.
El 25 de diciembre de 2021  se lanzó exitosamente desde el Centro Espacial de Guayana, el despliegue posterior al lanzamiento del parasol JWST se realizó de la siguiente manera.
El 31 de diciembre de 2021, el equipo de tierra del Instituto de Ciencias del Telescopio Espacial en Baltimore, Maryland, comenzó a desplegar los dos "brazos intermedios" telescópicos desde los lados izquierdo y derecho del observatorio, sacando las cinco membranas de protección solar de sus plegados. estiba en los palets de proa y popa, que se bajaron tres días antes. El despliegue del brazo del lado izquierdo (en relación con la dirección de orientación del espejo principal) se retrasó cuando el control de la misión no recibió inicialmente la confirmación de que la cubierta del parasol se había enrollado por completo. Después de una búsqueda para confirmar los datos adicionales, el equipo procedió a extender los brazos. El lateral izquierdo se desplegó en un tiempo de 3 horas y 19 minutos; el lado derecho tomó 3 horas y 42 minutos. Con ese paso, el parasol de Webb se abrió hasta estar en su forma completa, que parece una cometa y se extendió a su ancho total de 47 pies. Seguían órdenes de separar y tensar las membranas.
Después de un descanso por el día de Año Nuevo libre, el equipo de tierra decidió retrasar la tensión del parasol un día más para dar tiempo de optimizar la producción de energía de la matriz de paneles solares del observatorio y ajustar la orientación del observatorio para enfriar el parasol ligeramente más caliente de lo esperado. motores de despliegue. El 3 de enero de 2022 se comenzó el tensado de la capa uno, la más cercana al Sol y la más grande de las cinco del parasol y finalizó a las 3:48 pm EST. El tensado de la segunda y tercera capa comenzó a las 4:09 pm EST y tomó 2 horas y 25 minutos. El 4 de enero de 2022, los controladores tensaron con éxito las dos últimas capas, cuatro y cinco, completando la tarea de desplegar el parasol JWST a las 11:59. soy EST.

## Cronología de los sucesos
- 2007 o antes, nivel de preparación tecnológica (TRL) 6 alcanzado para la membrana del parasol.
- 11 de septiembre de 2016, se completó la primera capa de parasol.[25]
- 2 de noviembre de 2016, se completa la quinta capa final.[26]
- El 27 de marzo de 2018, la NASA anunció la presencia de lágrimas en el parasol, lo que contribuyó a los retrasos en el lanzamiento.[27]
- 25 de diciembre de 2021, lanzamiento exitoso del Telescopio Espacial James Webb desde el Centro Espacial de Guayana .[28]
- 31 de diciembre de 2021, despliegue inicial de los brazos telescópicos para sostener y desplegar el parasol.[29]
- 3 de enero de 2022, tensado inicial y separación de las tres primeras capas del parasol.[30]
- 4 de enero de 2022, finalización del tensado/separación de las cinco capas y despliegue exitoso del parasol JWST, diez días después del lanzamiento y más de 0.8 millones de kilómetros lejos de la Tierra.[1][30][29]

## Te puede interesar
- Cronología del telescopio espacial James Webb
- Skylab (también usó protector solar de tela / capa en expansión desplegado en la década de 1970)
- Control térmico de naves espaciales
- New Worlds Mission (también bloquea la luz solar, pero para observar exoplanetas oscurecidos por su brillante estrella madre)
- Aislamiento
- Escudo térmico